# Troglohyphantes orghidani
Troglohyphantes orghidani is een spinnensoort in de taxonomische indeling van de hangmatspinnen (Linyphiidae).
Het dier behoort tot het geslacht Troglohyphantes. De wetenschappelijke naam van de soort werd voor het eerst geldig gepubliceerd in 1977 door Dumitrescu & Georgescu.